# متامتی
مَتامَتی یا گل راعی درختچه‌ای گیاهی است که کنار جوی آب می‌روید و از آن برای درمان زخم یا آماس استفاده کنند.
متامتی از گیاهان بومی ایران است.